# ハスケル郡 (テキサス州)
ハスケル郡（ハスケルぐん、英: Haskell County）は、アメリカ合衆国テキサス州の北部に位置する郡である。2010年国勢調査での人口は5,899人であり、2000年の6,093人から3.2%減少した。郡庁所在地はハスケル市（人口3,322人）であり、同郡で人口最大の町でもある。ハスケル郡は1858年に設立され、郡名は、テキサス革命中のゴリアド虐殺で殺されたチャールズ・レディ・ハスケルに因んで名付けられた。現職州知事リック・ペリーの出身地である。

## 地理
アメリカ合衆国国勢調査局に拠れば、郡域全面積は910平方マイル (2,356.9 km2)であり、このうち陸地903平方マイル (2,338.8 km2)、水域は7平方マイル (18.1 km2)で水域率は0.80%である。

### 主要高規格道路
- アメリカ国道277号線
- アメリカ国道380号線
- テキサス州道6号線
- テキサス州道222号線

### 隣接する郡
- ノックス郡 - 北
- スロックモートン郡 - 東
- シャックルフォード郡 - 南東
- ジョーンズ郡 - 南
- ストーンウォール郡 - 西

## 人口動態
以下は2000年の国勢調査による人口統計データである。
| 基礎データ - 人口: 6,093人 - 世帯数: 2,569 世帯 - 家族数: 1,775 家族 - 人口密度: 3人/km2（7人/mi2） - 住居数: 3,555軒 - 住居密度: 2軒/km2（4軒/mi2） 人種別人口構成 - 白人: 82.78% - アフリカン・アメリカン: 2.79% - ネイティブ・アメリカン: 0.54% - アジア人: 0.15% - 太平洋諸島系: 0.02% - その他の人種: 11.67% - 混血: 2.05% - ヒスパニック・ラテン系: 20% 年齢別人口構成 - 18歳未満: 23.7% - 18-24歳: 5.7% - 25-44歳: 22.1% - 45-64歳: 22.9% - 65歳以上: 25.5% - 年齢の中央値: 44歳 - 性比（女性100人あたり男性の人口） - 総人口: 88.9 - 18歳以上: 86.3 | 世帯と家族（対世帯数） - 18歳未満の子供がいる: 27.4% - 結婚・同居している夫婦: 57.6% - 未婚・離婚・死別女性が世帯主: 8.8% - 非家族世帯: 30.9% - 単身世帯: 29.4% - 65歳以上の老人1人暮らし: 18.3% - 平均構成人数 - 世帯: 2.33人 - 家族: 2.86人 収入と家計 - 収入の中央値 - 世帯: 23,690米ドル - 家族: 29,5061米ドル - 性別 - 男性: 23,542米ドル - 女性: 16,418米ドル - 人口1人あたり収入: 14,918米ドル - 貧困線以下 - 対人口: 22.8% - 対家族数: 16.9% - 18歳未満: 34.0% - 65歳以上: 15.4% |

## 都市と町
- ハスケル - 郡庁所在地
- ジュド、ゴーストタウン
- オブライエン
- ペイントクリーク、未編入の町
- ロチェスター
- ルール
- セイガートン、未編入の町
- スタムフォード、大半はジョーンズ郡内
- ウェイナート